# Drive-in

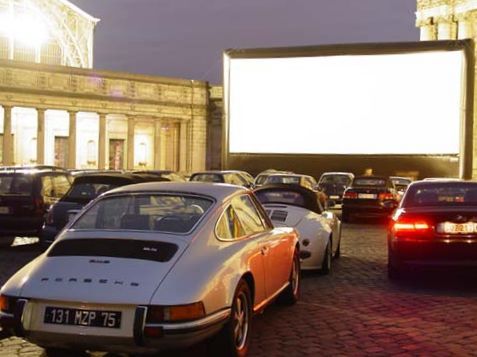
Autósmozi

A drive-in (autósmozi) az olyan mozik, éttermek stb. elnevezése, ahova autóval is el lehet hajtani, és az autóból való kiszállás nélkül lehet az adott szolgáltatást igénybe venni. Ilyen pl. egy autósmozi.
Éttermek esetében azonban helytelen a Magyarországon alkalmazott „drive-in” megnevezés, hiszen nem behajtunk oda, hanem „drive-through” (röviden: drive-thru) áthajtunk az étterem oldalán kialakított kiadóablakok melletti szervizúton.

## Külső hivatkozások
- Drive-in theatres refuse to fade away (angolul)
- Jilly's drive-in restaurant page (angolul)